# Empresa Marítima del Estado

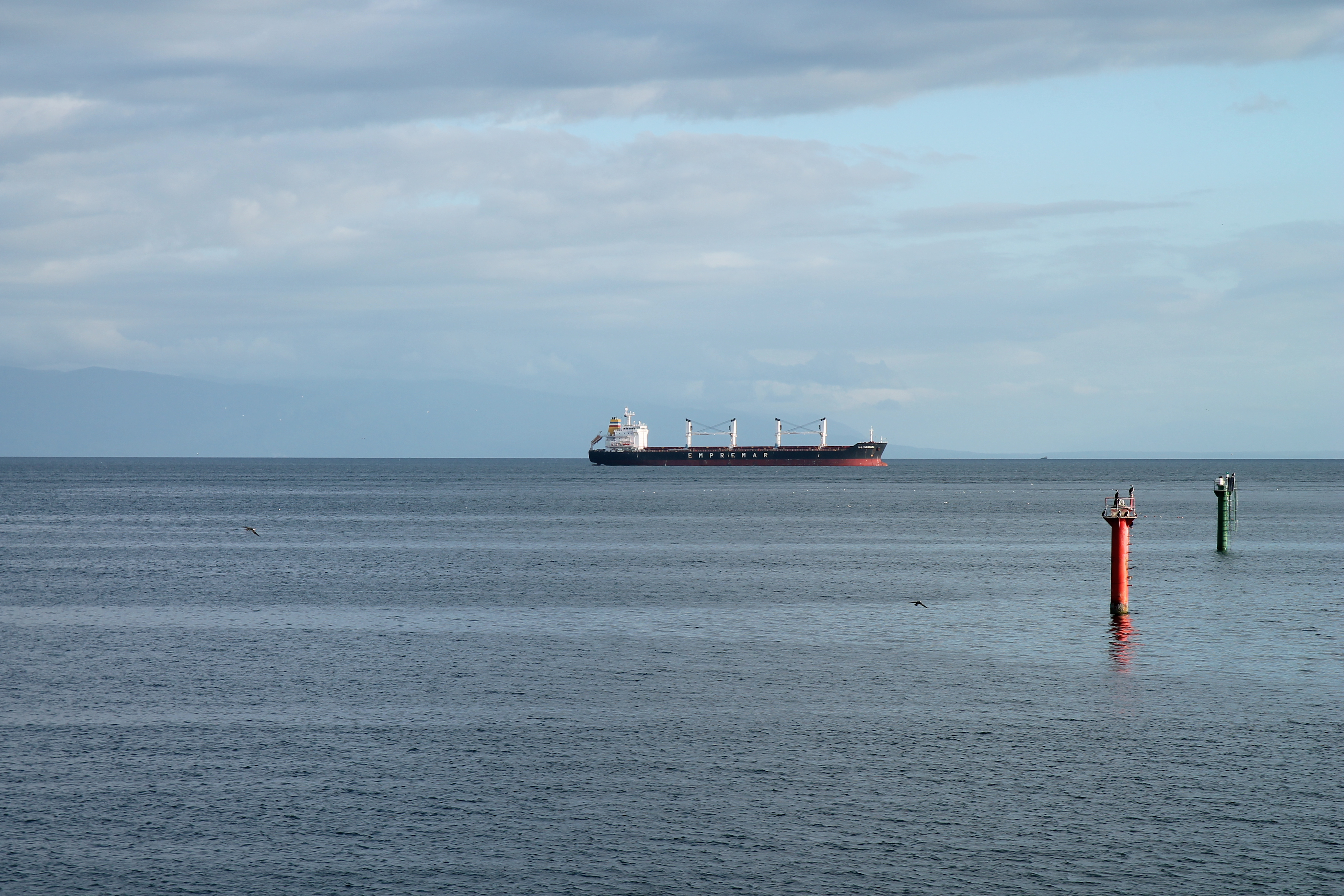
Buque de Empremar en Puerto Montt.

La Empresa Marítima del Estado (Empremar) fue una empresa estatal naviera chilena, creada por el DFL N.º 388 del 27 de julio de 1953, transformada en la Empresa Marítima S.A. en 1989 y privatizada en 1995.
Empremar es creado a partir del Departamento Marítimo (Ferronave), fundado por la Empresa de los Ferrocarriles del Estado en 1938 y que estaba encargado del transporte marítimo entre Puerto Montt y Punta Arenas. Su forma legal fue entregada mediante el decreto supremo 1817 del Ministerio de Relaciones Exteriores y Comercio, promulgado el 27 de octubre de 1939.
Empremar debía:
- Mantener líneas regulares de servicio de carga y pasajeros, o solo carga, en todo el litoral nacional.
- Atención preferente para los puertos del norte y austral en especial de las antiguas provincias de Chiloé, Aisén y Magallanes.
- Mantención de servicios regulares al extranjero.
- Instalación de astilleros, diques secantes y flotantes y maestranzas.
- En el transporte marítimo tenía prioridad la carga de los servicios fiscales y semifiscales y las empresas autónomas del Estado.

Transformado en sociedad anónima denominada Empresa Marítima S.A. en enero de 1989 por la Ley 18.773, que para todos los efectos legales podía seguir usando las siglas Empremar. Sus accionistas eran Corfo (99%) y el Fisco (1%). En abril de 1995 la Corfo licita un 67% del paquete accionario siendo adquirido por la empresa minera Salina de Punta de Lobos.